# 18148 Bellier
18148 Bellier è un asteroide della fascia principale. Scoperto nel 2000, presenta un'orbita caratterizzata da un semiasse maggiore pari a 3,1429788 UA e da un'eccentricità di 0,1366444, inclinata di 1,19619° rispetto all'eclittica.